# Ischnorrhabda macilenta
Ischnorrhabda macilenta är en skalbaggsart som beskrevs av Ludwig Ganglbauer 1890. Ischnorrhabda macilenta ingår i släktet Ischnorrhabda och familjen långhorningar. Inga underarter finns listade i Catalogue of Life.